# كأس السوبر الكويتي 2016
كأس السوبر الكويتي 2016 هي مباراة أقيمت في 23 سبتمبر 2016 بين نادي الكويت ونادي القادسية. المباراة تجمع بين بطل الدوري الكويتي وبطل كأس الأمير الكويتي، وتعتبر المباراة هي بداية انطلاق الموسم الكروي الكويتي لعام 2016 وهو تاسع سوبر كرة قدم يقام في الكويت وفاز بها نادي الكويت بركلات الترجيح بثلاثة ركلات مقابل ركلتين بعد انتهاء الوقتين الأصلي والإضافي بنتيجة التعادل بهدفين لكلٍ منهما.

## المباراة
| نادي الكويت الكويتي                    | 2 – 2 | نادي القادسية الكويتي                    |
| -------------------------------------- | ----- | ---------------------------------------- |
| عبد الله البريكي 56' · فهد الهاجري 61' |       | 12' بدر المطوع (ض.ج) · 71' شريف النوايشه |

## البطل
| كأس السوبر الكويتي 2015 |
| ----------------------- |
| الكويت اللقب الثالث     |
| Logo                    |